# Islam i Österrike
Islam är den största minoritetsreligionen och den näst mest utövade religionen i Österrike, utövad av 8 procent av den totala befolkningen 2016 enligt den österrikiska vetenskapsakademin. Majoriteten av muslimer i Österrike tillhör sunni-grenen av islam. De flesta muslimer kom till Österrike under 1960-talet som migrerande arbetare från Turkiet och Bosnien och Hercegovina. Det finns också samhällen med arabiskt och afghanskt ursprung.